# Lucio Moreno
Lucio Moreno är en ort i Mexiko.   Den ligger i kommunen Yautepec och delstaten Morelos, i den sydöstra delen av landet, 60 km söder om huvudstaden Mexico City. Lucio Moreno ligger 1 311 meter över havet och antalet invånare är 109.
Terrängen runt Lucio Moreno är kuperad norrut, men söderut är den platt. Runt Lucio Moreno är det mycket tätbefolkat, med 1 056 invånare per kvadratkilometer. Närmaste större samhälle är Jiutepec, 19,9 km väster om Lucio Moreno. Omgivningarna runt Lucio Moreno är en mosaik av jordbruksmark och naturlig växtlighet.